# 1709 en littérature
| Années de la littérature : 1706 - 1707 - 1708 - 1709 - 1710 - 1711 - 1712    |
| Décennies de la littérature : 1670 - 1680 - 1690 - 1700 - 1710 - 1720 - 1730 |

Cet article présente les faits marquants de l'année 1709 en littérature.

## Événements
- 2 février : le marin écossais Alexander Selkirk est secouru par le capitaine Woodes Rogers[1]. Son histoire devient la source d'inspiration pour le roman Robinson Crusoé de Daniel Defoe publié en 1719.
- 12 avril : premier numéro du magazine The Tatler, qui paraît trois fois par semaine à Londres jusqu'au 2 janvier 1711[2].

## Parutions
- 2 mai : Poetical Miscellanies : The Sixth Part, London, Jacob Tonson, 1709 (présentation en ligne), un recueil de poème contenant les Pastorals d'Alexander Pope[3].

- Jacques Bénigne Bossuet, Politique tirée des propres paroles de l’écriture sainte, Paris, Pierre Cot, 1709 (présentation en ligne) (publication posthume).
- Delarivier Manley, New Atalantis : Secret Memoirs and Manners of Several Persons of Quality of Both Sexes, from the new Atlantis, an island in the Mediterranean, London, John Morphew & J. Woodward, 1709 (présentation en ligne), roman à clef qui implique des notables whigs. L'autrice est détenue pour interrogatoire du 29 octobre au 5 novembre en prévision d'un procès en diffamation.
- John Lawson, A New Voyage to Carolina, London, 1709 (présentation en ligne).